# Cheirostylis tippica
Cheirostylis tippica är en orkidéart som beskrevs av A.Nageswara Rao. Cheirostylis tippica ingår i släktet Cheirostylis och familjen orkidéer.
Artens utbredningsområde är Arunachal Pradesh. Inga underarter finns listade i Catalogue of Life.